# Claudia Zemborain
Claudia Zemborain (Buenos Aires, 1952) es una artista plástica argentina.
Hija de Alfredo Zemborain  y Rosa María Bengolea Ocampo , por via materna es sobrina nieta de Victoria Ocampo. Integrante del grupo de los 80, del que forman parte Duilio Pierri, Marcia Schvartz, Jorge Pietra y su marido Majo Okner. 
Estuvo casada con el pintor Máximo "Majo" Okner (1953-2018) que formó parte del Grupo Locson junto a Miguel Bueno y Guillermo Conte.
Exhibe regularmente en Argentina y el exterior, su última exposición fue en el Centro Cultural Recoleta de Buenos Aires.